# Червен-Бряг (община)
Червен-Бряг (болг. Община Червен бряг) — община в Болгарии. Входит в состав Плевенской области. Население составляет 36 185 человек (на 2005).

## Состав общины
В состав общины входят следующие населённые пункты:
1. Бресте
2. Глава
3. Горник
4. Девенци
5. Койнаре
6. Лепица
7. Радомирци
8. Ракита
9. Реселец
10. Рупци
11. Сухаче
12. Телиш
13. Червен-Бряг
14. Чомаковци